# Cola gigas
Cola gigas là một loài thực vật có hoa thuộc họ Sterculiaceae.
Loài này chỉ có ở Nigeria.
Chúng hiện đang bị đe dọa vì mất nơi sống.